# شهرستان کورمانایفسکی
شهرستان کورمانایفسکی (به لاتین: Kurmanayevsky District) یک شهرستان در روسیه است که در استان اورنبورگ واقع شده‌است.